# Onthophagus nigropubens
Onthophagus nigropubens là một loài bọ cánh cứng trong họ Bọ hung (Scarabaeidae).